# ESL Investments
ESL Investments  è un fondo speculativo privato con sede a Greenwich, nel Connecticut, gestito da Edward Lampert, che l'ha fondato nell'aprile 1988 e l'ha chiamato con le sue iniziali. La società investe nei mercati azionari e di copertura azionaria pubblici americani.
Lambert è diventato un miliardario con un patrimonio netto, secondo Forbes, di 2,1 miliardi di dollari nel settembre 2024.

## Storia
Lambert, presidente e amministratore delegato della società, gestisce il fondo con un approccio di investimento anticonformista. ESL è infatti abbastanza insolito come hedge fund in quanto acquisisce grandi quote in un piccolo numero di società e le detiene per molti anni. La maggior parte del portafoglio di ESL è composta da società di vendita al dettaglio, in particolare Kmart (ora Transform SR Brands LLC), di gran lunga la più grande partecipazione della società (53, 5% di proprietà nel giugno 2010). I ricavi di Kmart svolgono un ruolo importante nell'aiutare ESL ad acquisire altre società.
Lampert iniziò a commerciare azioni presso la banca d'investimento Goldman Sachs negli anni '80. Nel 1988 fondò ESL Investments con il sostegno dell'investitore Richard E. Rainwater e investimenti esterni iniziali per un valore di 28 milioni di dollari.
Dal 1988 al 2004, è stato riferito, i rendimenti del fondo sono stati in media del 29% all'anno. Tra i suoi clienti David Geffen (1988-2007), Michael Dell, la famiglia Tisch (proprietari della Loews Corporation) e la famiglia Ziff (proprietari della Ziff Davis) (1988-2013). Nel 2004, il fondo ha reso Lampert il primo gestore di hedge fund a guadagnare più di 1 miliardo di dollari in un anno, quando il fondo è cresciuto del 69% in seguito alla sua decisione di acquistare Kmart e fonderlo con Sears.
All'inizio della crisi finanziaria del 2007-2010, tuttavia, le partecipazioni al dettaglio di ESL furono gravemente colpite a causa di un calo della spesa dei consumatori e l'investimento della società in Citigroup nel settembre 2007 vide un calo significativo di valore da quando il fondo effettuò il suo investimento. Lampert, che grazie al fondo vale circa 2 miliardi di dollari ed in genere investe in azioni sottovalutate, è noto per aver modellato il suo stile di investimento sul quello di Warren Buffett analizzando le sue lettere annuali agli azionisti.